# Frittellone
Il mangione è un alimento salato tipico della città di Civita Castellanaè tuttavia conosciuto sia nella Provincia di Viterbo sia in quella romana.
Consiste in una omelette, ripiena e cosparsa di pecorino grattugiato.
Vi sono comunque anche varianti con il parmigiano o senza ripieno.
Per la forma ricorda quella del cannellone romano.

## cazzi
1. ↑   FRITTELLONI, su Il Portale dei Civitonici. URL consultato il 16 giugno 2015.
2. ↑   Festa del frittellone [collegamento interrotto], su Lazionauta. URL consultato il 16 giugno 2015.
3. ↑   Touring Editore.
4. ↑   Frittellone di Civita Castellana, su prodottitipici.com. URL consultato il 16 giugno 2015.